# Jacek Bąkowski
Jacek Bąkowski (ur. 1947) – fotograf, artysta instalacji, grafik, animator kultury.
Ukończył w 1976 filozofię w Akademii Teologii Katolickiej, a także filozofię i pedagogikę na Uniwersytecie Warszawskim.
Artysta multimedialny, uprawiający fotografię, tworzący instalacje i teksty, a także zapis graficzny. Projektuje biżuterię artystyczną, witraże artystyczne. Interesuje się przejawami codziennego życia, przekładanymi i prezentowanymi przy pomocy różnych mediów. Swoje prace realizuje lub umieszcza zazwyczaj w przestrzeni miejskiej (zazwyczaj anonimowo), czasami w galeriach. Jednym ze stworzonych i promowanych przez niego haseł jest „Od sztuki nie uciekniesz”, co niejako tłumaczy główny temat jego prac oraz sposób ich prezentacji.

## Wybranie działania artystyczne
- 1974 – wystawa Dowód osobisty, Galeria Remont, Warszawa
- 1977 – akcja uliczna Popatrz, w ramach działań Teatru Akademii Ruchu „Teatr Miejski”, Lódź
- 1987-1992 – Przestrzeń osobna, seria ekspozycji indywidualnych na terenie szkół warszawskich: Szkoła muzyczna im H. Wieniawskiego, Lic. im. Stefana Batorego, Lic. Ogólnokształcące Niepubliczne Nr 37:
  - 1987 – Misz-Masz, 1988 – Trzeba jeść, żeby żyć, 1989 – Nie daj się nabrać, 1990 – Iwona, 1991 – Regant Spirit, 1992 – Haiku
- 1994 – Warsztat działań twórczych „Na Obidzy” wspólnie z art.plast. Aleksandrą Kempińską Obiekty Drewniany, Słomiany, Śmieciany
- 1995 – Warsztat działań twórczych „Wąwóz” w Piwnicznej. Spektakl Wąwóz
- 1995 – Początek akcji permanentnej Linia mojego losu
- 1997 – Warsztat działań twórczych „Ziemia” w Kazimierzu Dolnym wspólnie z Mariuszem Kujtkowskim Praca Z prochu
- 1998 – Linia mojego losu, ekspozycja 4.000 odcinków, Centrum Sztuki Wspolczesnej Zamek Ujazdowski
- 1999 – Równy kamieniowi, wystawa, Galeria Rzeźby BWA, Warszawa
- 2000 – Dajesz – Bierzesz, plener międzynarodowy w Neplach wspólnie z art. plast. Mieczysławem Skalimowskim z BWA Biała Podlaska
- 2000 – Międzynarodowy warsztat działań twórczych „Przełom” w Doubicach, Czechy. Spektakl Przełom
- 2000 – Książęca i okolice, wystawa, Biała Podlaska
- 2000 – Harmonia homini, performance – pokaz, Centrum Sztuki Współczesnej Zamek Ujazdowski
- 2001 – I Ty się przywiąż, projekt realizowany w ramach warsztatów Ośrodka Edukacji Twórczej CSW z okazji Dnia Ziemi
- 2002 – Bardzo ważny szczegół, plener międzynarodowy w Neplach organizowany przez BWA Biała Podlaska
- 2003 – Cały dzień z Tobą, Mała Galeria, Warszawa[3]
- 2005 – Ale jazda, Mała Galeria, Warszawa[4]
- 2008 – Cały jestem z miasta, Galerii FF, Łódź[5]
- 2010 – Linia życia, Akademia Sztuk Pięknych Wydział Edukacji Wizualnej, Łódź[6]
- 2010 – Moje pociągi, Galeria Wydziału Sztuk Wizualnych ASP, Łódź[7]
- 2010 – Środek środka, CSW Zamek Ujazdowski, Warszawa[8]
- 2011 – Środek środka, Galeria Baszta, Zbąszyń[9]
- 2011 – Chyba że, Galerii 2b+r, Warszawa[10]
- 2013 – Foto – Obiekt, Galeria Propaganda, Warszawa[11]
- 2014 – Foto – Obiekt, Galeria BWA w Kielcach[12]
- 2014 – projekt Sesilia, artystyczna wyprawa wzdłuż Wisły promująca aktywny udział w kulturze i kreatywność[13].
- 2014 – Piękne kłamstwa VII Magia Światła, Biblioteka Uniwersytecka w Warszawie[14]